# Милош Терзић (политичар)
Милош Терзић (Београд, 14. фебруар 1988) српски је правник, мастер политиколог, џудиста, политичар и бивши народни посланик Народне скупштине Републике Србије.

## Биографија

### Образовање и рана каријера
Рођен је 14. фебруара 1988. године у Београду. Завршио је студије права, а потом мастер студије политикологије на Факултету политичких наука Универзитета у Београду.
Члан је Управног одбора Спортског савеза општине Гроцка и заменик председника Џудо клуба „Винча“.

### Политичка каријера
Члан је Српске напредне странке од 2014. године. У општинском одбору Гроцка, био је заменик председника омладине и координатор за северни део општине. Био је члан радне групе за израду Стратегије развоја спорта у Гроцкој за период од 2016. до 2018. године. Од 2017. године је био помоћник председника Градске општине Гроцка.
У првој генерацији је похађао Академију младих лидера Фондације „За српски народ и државу“ Српске напредне странке.
На парламентарним изборима 2020. године, изабран је за народног посланика Народне скупштине Републике Србије, као кандидат на изборној листи Српске напредне странке. Члан је скупштинских Одбора за Косово и Метохију, Одбора за културу и информисање, а заменик члана Одбора за уставна питања и законодавство и Одбора за дијаспору и Србе у региону. Такође, члан је Парламентарног одбора за стабилизацију и придруживање, председник посланичке групе пријатељства са Сиријом и члан посланичких група пријатељства са Грчком, Кином, Норвешком, Босном и Херцеговином, Израелом, Јерменијом, Казахстаном, Русијом, САД, Мађарском, Бугарском, Северном Македонијом, Црном Гором, Бахамима, Боцваном, Централноафричком Републиком, Доминиканском Републиком, Еквадором, Екваторијалном Гвинејом, Еритрејом, Гренадом, Гвинејом Бисао, Јамајком, Јужним Суданом, Камеруном, Киргистаном, Конгом, Лаосом, Либеријом, Мадагаскаром, Малијем, Маурицијусом, Мозамбиком, Науруом, Нигеријом, Никарагвом, Палауом, Папуа Новом Гвинејом, Парагвајем, Сао Томе и Принципеом, Соломонским Острвима, Шри Ланком, Суданом, Суринамом, Свети Винсент и Гренадином, Тогом, Тринидад и Тобагом, Коморима, Уругвајем и Узбекистаном.